# Institut Arqueològic Alemany d'Atenes

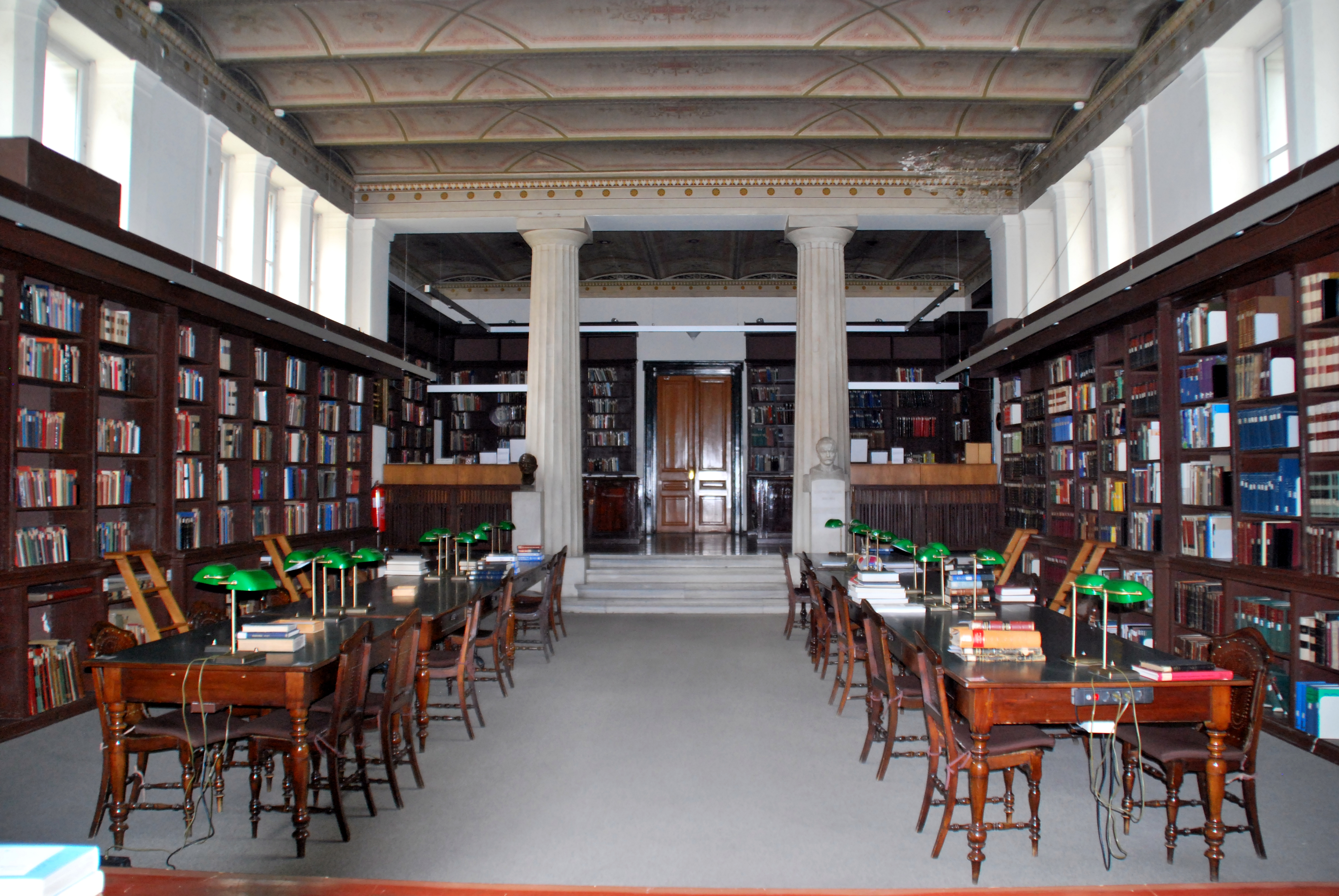
Biblioteca de l'Institut Arqueològic Alemany en Atenes

L'Institut Arqueològic Alemany d'Atenes s'ocupa de les excavacions d'Olímpia des de 1936.

L'Institut Arqueològic Alemany d'Atenes o en alemany: Deutsches Archäologisches Institut (DAI),Abteilung Athen (en grec: Γερμανικό Αρχαιολογικό Ινστιτούτο Αθηνών) és uns dels disset instituts d'arqueologia estrangers establerts a Atenes (Grècia). És una de les nombroses seus de l'Institut Arqueològic Alemany repartides pel món.

## Informació general
Va ser fundat el 1874 com el segon institut d'aquestes característiques d'Atenes, després de l'Escola Francesa d'Atenes. Té un programa de recerca i una biblioteca d'arqueologia amb 75.000 volums i un extens arxiu fotogràfic.

## Treball de camp arqueològic
Ha participat a multitud d'excavacions: Lèucada i Ítaca (Illes Jòniques), Orcomen i Tebes (Beòcia), Acarnes i Eleusis (Àtica) i Amicles (Lacònia). Les activitats actuals inclouen excavacions a Kalapodi (Beòcia), Tirint (Argòlida), el Ceràmic (Atenes), l'antiga Olímpia (Peloponès) i l'Herèon de Samos.

## Directors
- Otto Lüders 1872–1874
- Ulrich Köhler 1875–1886
- Eugen Petersen 1886-1887
- Wilhelm Dörpfeld 1887–1912
- Georg Karo 1912–1919 and 1930–1936
- Ernst Buschor 1921–1929
- Walter Wrede 1937–1944
- Emil Kunze 1951–1966
- Ulf Jantzen 1967–1974
- Helmut Kyrieleis 1975–1988
- Klaus Fittschen 1989–2001
- Wolf-Dietrich Niemeier 2001–2013
- Katja Sporn 2013–